# Пирин (Крешево)
Пирин је насељено место у Босни и Херцеговини у општини Крешево. Административно припада Федерацији Босне и Херцеговине, односно њеном Средњобосанском кантону. Према попису становништва из 2013. у насељу није било становника, а већинску популацију у ранијем периоду чинили су Хрвати.

## Становништво
По последњем службеном попису становништва из 2013. године у овом насељу није било становника, а село је раније било етнички хомогено са већинском хрватском популацијом.
| Националност | 2013. | 1991.        | 1981.        | 1971.        |
| Бошњаци      | 0     | 0            | 0            | 3 (1,51%)    |
| Хрвати       | 0     | 150 (93,75%) | 172 (99,42%) | 189 (95,45%) |
| Срби         | 0     | 1 (0,62%)    | 0            | 5 (2,52%)    |
| Македонци    | 0     | 0            | 1 (0,57%)    | 0            |
| остали       | 0     | 9 (5,62%)    | 0            | 1 (0,50%)    |
| Укупно       | 0     | 160          | 173          | 198          |